# مزرعة اسكندرونة
مزرعة اسكندرونة هي إحدى القرى اللبنانية من قرى قضاء صيدا في محافظة الجنوب.